# انقباض دوپویترن
بیماری وایکینگ (به انگلیسی: Viking disease) یا انقباض دوپویترن (به انگلیسی: Dupuytren's contracture) انقباض و جمع‌شدگی انگشتان دست یا پا است که بعلت بیش‌رویش نیام کف دست یا پا و جمع شدگی آنها، انگشتان در حالت فلکسیون، ثابت می‌مانند. این بیماری که علت ناشناخته دارد برای اولین بار توسط جراح و کالبدشکاف فرانسوی بارون گیوم دوپوئیتران در سال ۱۸۳۱ گزارش و درمان شده‌است.

## پاتوفیزیولوژی
تغیرات بافت کلاژن و هیپرپلازی دسته‌های نیام کف دست باعث بروز بیماری می گردد، ولی علت ایجاد آن مشخص نیست. این الیاف بافت همبند ضخیم شده و جمع میگردند و در ابتدا به صورت گرهک هستند ولی به تدریج به همدیگر پیوسته و به‌شکل نوار ضخیم و سفت باعث خم شدن انگشت مربوطه می‌شوند. هرچند علت بیماری مشخص نیست ولی عامل ژنتیکی در بروز آن مؤثر است. نوع و شدت کار شخص ارتباطی با بروز بیماری ندارد.

## شیوع
شیوع بیماری در مردان بالاتر از سن ۴۰ سال است ولی در زنان و کودکان هم دیده می‌شود و در میان جمعیت شمال اروپا شیوع بیشتری دارد.

## علائم بالینی
علائم بیماری شدت و ضعف مختلف دارد و از وجود یک گرهک کوچک تا جمع شدگی کامل انگشت متغیر است. معمولاً انگشت جهارم و کوچک گرفتار می‌شوند ولی در انگشتان دیگر نیز دیده می‌شود. در مواردی که بیماری پیشرفته گردد سفتی نیام به‌شکل نوار از کف دست تا انگشت امتداد دارد و همانند تاندون خم‌کننده انگشت خودنمایی می‌کند.
بیماری و جمع شدگی نیام معمولاً بدون درد است و در موارد شدید با اختلال فعالیت دست همراه است و دست‌دادن و پوشیدن دستکش مشکل می گردد.

## عوامل مؤثر
با وجودی که علت بیماری مشخص نیست ولی زمینه ارثی، دیابت، سیگار و نوشیدن الکل، از عوامل مساعدکننده است.

## درمان

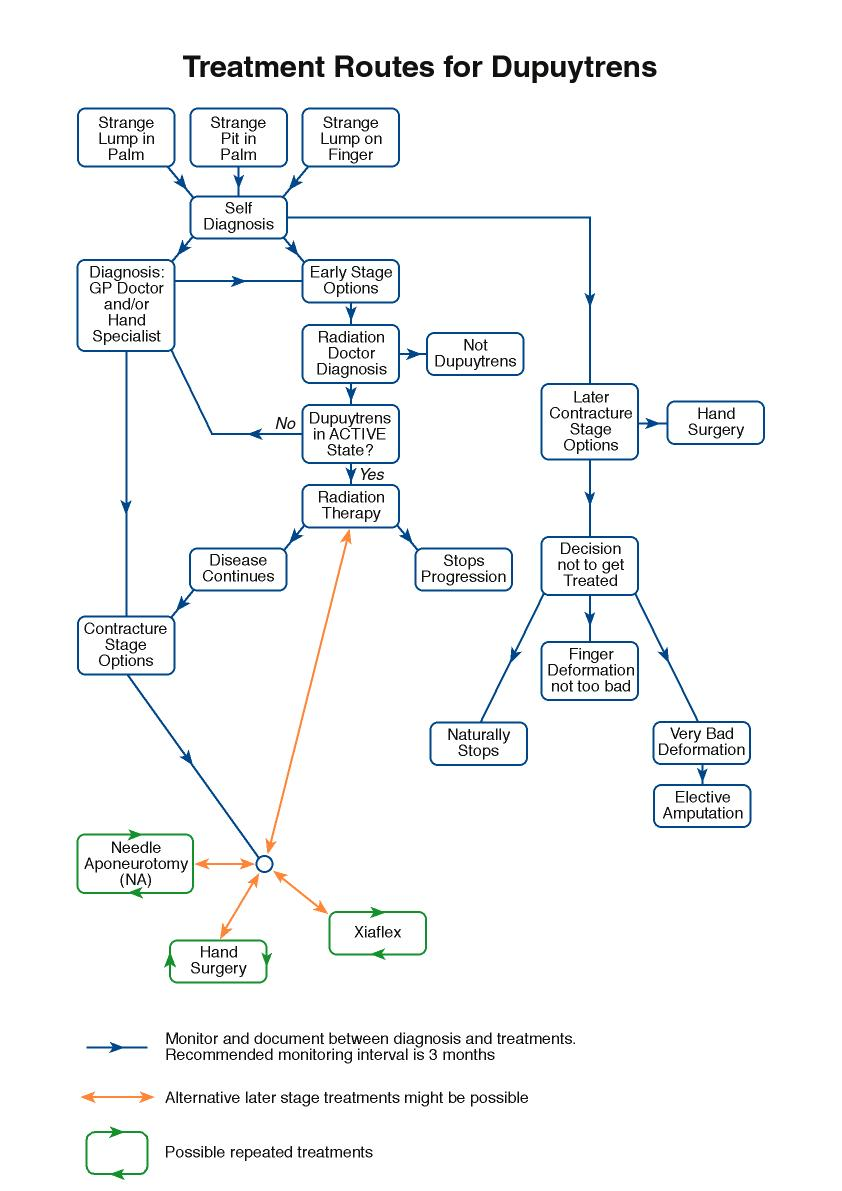
الگوریتم درمان بیماری

در اکثر موارد نیاز به درمان ندارد ولی در مواقعی که علائم شدید بوده و باعث اختلال در فعالیت طبیعی دست گردد اقدام درمانی لازم می‌آید. در بیمارانی که چسبندگی و تغیر شکل شدید است نیاز به درمان جراحی و برداشتن بافت مبتلا لازم می‌آید. از درمان‌های دیگر می‌توان به پرتودرمانی، تزریق کلاژناز به داخل نیام و همچنین برداشتن نیام ضخیم شده با سوزن اشاره کرد.